# Пяо Вэньяо
Пяо Вэньяо (кит. трад. 朴文堯, пиньинь Piáo Wényáo, род. 25 апреля 1988) — китайский профессиональный игрок 9 дана по го корейского происхождения, обладатель многих китайских титулов го.
Пяо Вэньяо получил статус профессионального игрока в го в 1999 году в возрасте 11 лет. В 2001 году он повысил свой ранг до 3 профессионального дана, сейчас он является обладателем высшего ранга - 9 дана. Первые успехи игрока на международной арене связаны с победой в 16-м розыгрыше Кубка LG; в финале он смог победить своего соотечественника Кун Цзе, а также с попаданием в финал розыгрыша титула World Oza. Пяо Вэньяо проживает в Китае в провинции Хэйлунцзян.

## Титулы
| Китай                   | Китай      | Китай    |
| Титул                   | Победитель | Финалист |
| ----------------------- | ---------- | -------- |
| Минжэнь                 |            | 1 (2008) |
| Кубок Ахань Туншань     |            | 1 (2009) |
| Синань Ван              |            | 1 (2010) |
| Кубок CCTV              | 1 (2007)   |          |
| Национальное первенство | 1 (2010)   |          |
| Международные           |            |          |
| Кубок LG                | 1 (2011)   |          |
| World Oza               |            | 1 (2008) |